# 韦尔皮利耶尔
韦尔皮利耶尔（法語：Verpillières）是法国皮卡第大区索姆省的一个市镇，属于蒙迪迪耶区鲁瓦县。该市镇2009年时的人口为165人。

## 人口
韦尔皮利耶尔人口变化图示
| 数据来源：INSEE |